# Gălbinași, Buzău
Gălbinași este satul de reședință al comunei cu același nume din județul Buzău, Muntenia, România. Se află în parta de sud-est a județului, în zona de câmpie.